# Ziegenhelle (Naturraum)

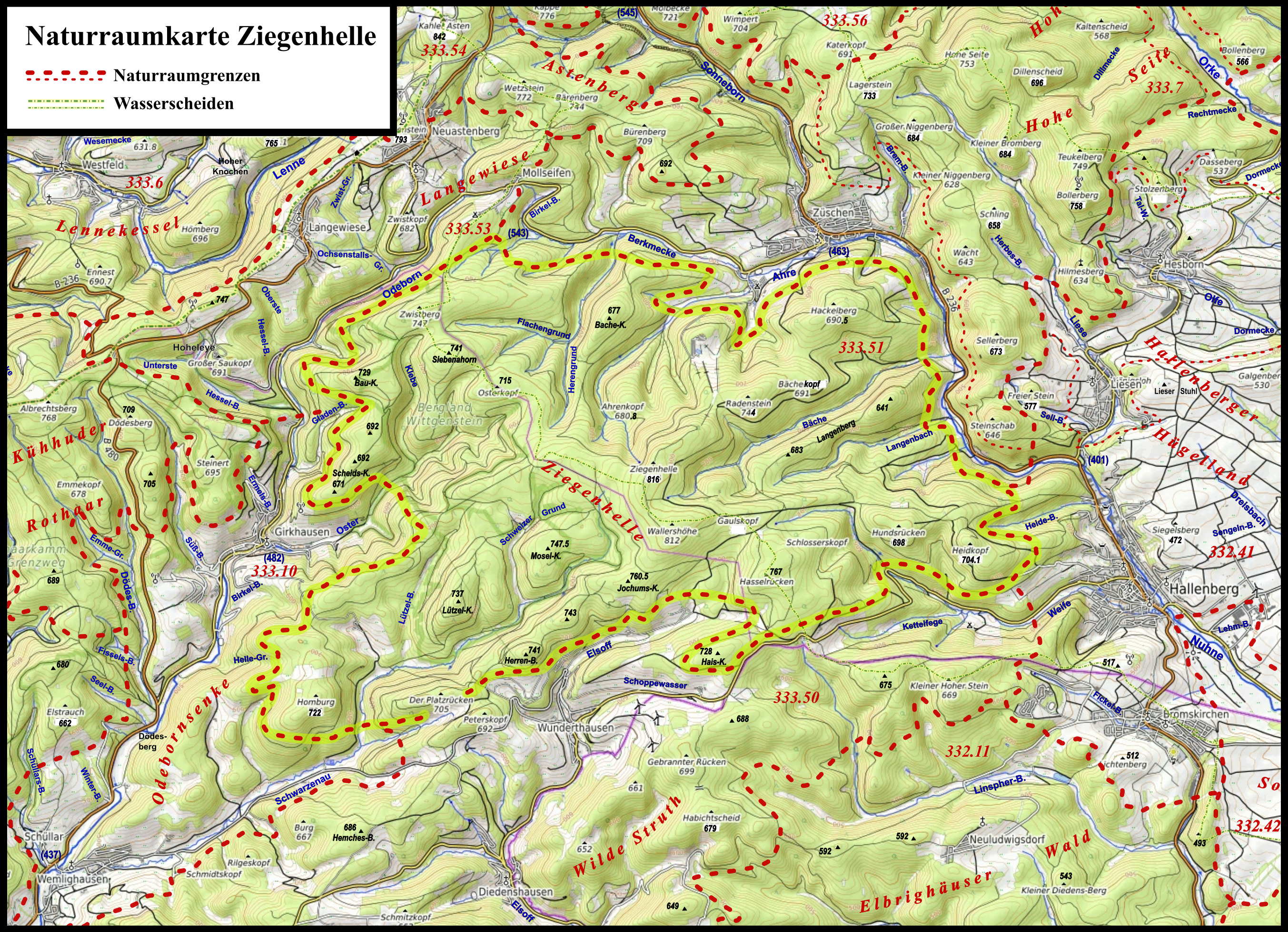
Naturräumliche Karte des Ziegenhellenmassivs; mit im Ausschnitt enthalten sind die „Konkurrenzberge“ Kahler Asten (842 m) im westlichen Norden und Bollerberg (758 m) im Nordosten als Dominanz-Nehmer und -Geber.

Die Ziegenhelle im weiteren Sinne ist der Naturraum, den das Massiv der 816,1 m hohen Ziegenhelle im Rothaargebirge im Gebiet der Städte Winterberg (Gemarkung Züschen) und Hallenberg (Gemarkung Hallenberg), Hochsauerlandkreis, sowie der Stadt Bad Berleburg (Gemarkungen Girkhausen, Wunderthausen und Wemlighausen), Kreis Siegen-Wittgenstein, in Nordrhein-Westfalen bildet. Es legt sich sternförmig um die Ziegenhelle, nimmt in Ostnordostrichtung bis 12 km, in Südsüdostrichtung bis 7 km ein und hat eine Fläche von etwa 44 km².

## Lage
Das Ziegenhellenmassiv liegt zwischen Hallenberg im Südosten, Züschen im Nordosten, Mollseifen im Nordwesten, Girkhausen im Westen, Wemlighausen im Südwesten und Wunderthausen im Süden. Rund um das Massiv führen die Bundesstraße 236 Hallenberg–Züschen flussaufwärts im Tal der Nuhne, die Landesstraße 721 von Züschen bis Mollseifen bachaufwärts entlang der Ahre und der Berkmecke, dann flussabwärts entlang der Odeborn über Girkhausen bis Wemlighausen, schließlich die Kreisstraße 51 bachaufwärts der Schwarzenau nach Wunderthausen und von dort die L 717 nach Hallenberg.

## Naturräumliche Zuordnung
Der Naturraum Ziegenhelle ist wie folgt zugeordnet:
- (zu 33 Süderbergland)
  - (zu 333 Rothaargebirge)
    - (zu 333.5 Winterberger Hochland)
      - 333.51 Ziegenhelle

Nach Süden geht der Naturraum in die Wilde Struth (333.50) über, die ebenfalls noch zur Abdachung der Ziegenhelle gehört, deren Gipfel jedoch unter 700 m bleiben, bei sehr allmählich zur Eder hin abnehmender Höhe. Dieser geht nach Südosten in den Elbrighäuser Wald (332.11) als Teil des Ostsauerländer Gebirgsrandes (332) über, dessen höchste Höhen um 600 m liegen.
Nach Südwesten schließt sich die Odebornsenke (333.10) als Teil der Wittgensteiner Kammer (333.1) an, nach Nordwesten die Langewiese (333.53) um Langewiese, die im Südosten bei Hoheleye einen Pass zur (Kühhuder) Rothaar (333.52) mit dem 771,2 m hohen Albrechtsberg und nach Nordosten bei Neuastenberg einen zum Astenberg mit dem 841,9 m hohen Kahlen Asten bietet.
Nach Norden bis Osten schließt sich der Züschener Nuhnekessel als Korridor zur und Teil der Hohen Seite an, die im Südwestflügel am Bollerberg 757,7 m erreicht; im äußersten Südosten, am Heidkopf, grenzt im Hallenberger Hügelland (332.41) als Teil der Medebacher Bucht (332.4) unmittelbar eine Landschaft des Ostsauerländer Gebirgsrandes (332) an.

## Gewässer
Über den Kamm der Ziegenhelle vom Zwistberg im Nordosten über Ziegenhelle und Wallershöhe bis zum Hasselrücken im Südosten verläuft die Wasserscheide der zur mittleren Eder entwässernden Nuhne zur oberen Eder. An der Nordostseite fließen, von Nordwest nach Südost, der Flachengrund (über Berkmecke und Ahre), die Ahre, die Bäche, der Langenbach und schließlich die Weife der Nuhne zu.
Unmittelbar am Westhang des Hasselrückens entspringt die Elsoff, deren Einzugsgebiet ansonsten praktisch komplett in der sich südlich anschließenden Wilden Struth liegt; alle anderen Bäche der Südwestseite fließen über die Odeborn zur Eder, und zwar größtenteils über die Schwarzenau, die am Südwesthang der eigentlichen Ziegenhelle entspringt. Ihr fließen insbesondere der (Bach aus dem) Schweizer Grund und der Lützelbach zu, die die südlichen Riedel Moselkopf und Lützelkopf von Westen her rahmen. Im Bereich südlich des Zwistbergs entspringen schließlich die Oster und ihr Nebenbach  Klebe, am äußersten Westrand des Massivs der Gladenbach..

## Berge

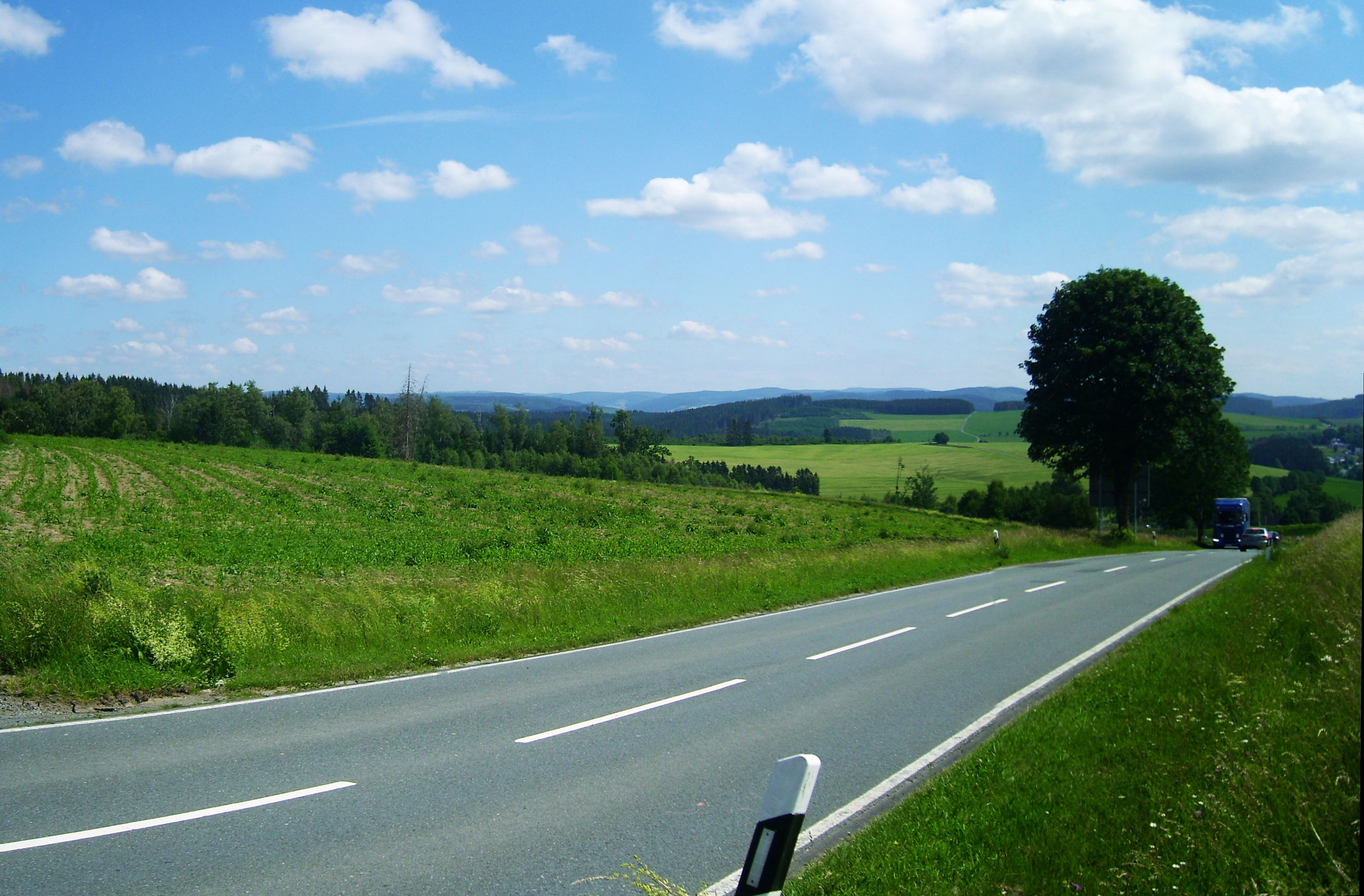
Blick von der inneren Wittgensteiner Kammer auf das entfernte Ziegenhellenmassiv; links des Alleebaums u. a. Wallershöhe, Ziegenhelle, Homburg und Zwistberg – siehe Bildbeschreibungsseite!

Etwa 850 m südlich des Gipfels der Ziegenhelle liegt ihr 812,1 m hoher Zweitgipfel Wallershöhe. Von diesen zentralen Erhebungen aus zweigen in einem Radius von 4 bis 6 km sternförmig diverse Bergrücken ab, die alle noch dem Ziegenhellen-Massiv zugerechnet werden. Eine Schartenhöhe von über 50 m weisen nur die Eckpfeiler Zwistberg (747,0 m, NW), Hackelberg (690,5 m, NO), Hundsrücken/Heidkopf (698,4 und 704,1 m, Doppelpfeiler, SO) und Homburg (721,8 m, SW) auf, wobei der Zwistberg auch die höchste Dominanz hat, gefolgt von der Homburg und dem Heidkopf, welcher mit einem Aussichtsturm bestückt ist und als einziger Berg in der Medebacher Bucht unmittelbar einem submontanen Naturraum gegenübersteht.
Der Hauptkamm an der Obereder-Mitteleder-Wasserscheide führt vom Zwistberg im Nordwesten über Ziegenhelle und Wallershöhe zum 766,6 m hohen Hasselrücken,  der dritthöchsten Erhebung des Massivs, jenseits derer die westliche Wasserscheide der Nuhne in der Wilden Struth und gleichzeitig in Hessen  nur noch 674,6 m (Lippestriesch) und 669,1 m (Kleiner Hoher Stein) erreicht, um schließlich in die flachwellige Medebacher Bucht bei Bromskirchen zu verschwinden.
Die folgende Tabelle enthält die wichtigsten Erhebungen der Ziegenhelle nebst Höhe über NHN, Dominanz und Prominenz; die Helligkeit des Hintergrunds (Aufhellung ab 1 km Dominanz bei gleichzeitig mindestens 50 m Prominenz sowie ab 765 m Höhe) deutet die jeweilige Eigenständigkeit als Berg an:
| Name                             | Lage                            | Gemarkung           | Höhe ü. NHN | Domi- nanz | Promi- nenz | Bemerkungen |
| -------------------------------- | ------------------------------- | ------------------- | ----------- | ---------- | ----------- | --- |
| Ziegenhelle                      | Hauptkamm, Zentrum              | Züschen/ Hallenberg | 816,1 m     | 6,30 km    | 170,5 m     | Hauptberg des Massivs und einer der Hauptberge des Rothaargebirges überhaupt; (zu kleiner) Aussichtsturm                                                                      |
| Wallershöhe                      | Hauptkamm, Zentrum              | Hallenberg          | 812,3 m     | 0,79 km    | 18,5 m      | etwa 850 Meter südsüdöstlich der Ziegenhelle; an der Südsüdwestflanke liegt in 390 Metern Gipfelentfernung mit etwa 788 m der höchste Punkt des Kreises Siegen-Wittgenstein   |
| Hasselrücken                     | Hauptkamm, Südosten, Randberg   | Hallenberg          | 766,6 m     | 1,07 km    | 32,9 m      | überragt die sich südlich anschließende Wilde Struth recht deutlich |
| Jochumskopf                      | Süden, Randberg                 | Wunderthausen       | 760,5 m     | 0,19 km    | 4,0 m       | Südwestausläufer der Wallershöhe |
| Moselkopf                        | Südwesten                       | Wunderthausen       | 747,5 m     | 1,01 km    | 12,4 m      | |
| Zwistberg                        | Hauptkamm, Nordwesten, Randberg | Girkhausen          | 747,0 m     | 2,60 km    | 57,2 m      | nordwestlicher Eckpfeiler, südöstlich von Langewiese |
| Radenstein                       | nordöstlich des Zentrums        | Züschen/ Hallenberg | 744,0 m     | 0,62 km    | 40,4 m      | Hauptgipfel eines breiteren Riedels von der Ziegenhelle nach Nordosten (zum Hackelberg) zwischen Ahre und Bäche                                                               |
| Herrenberg                       | Südwesten, Randberg             | Wunderthausen       | 741,2 m     | 0,62 km    | 30,9 m      | nördlich von Wunderthausen |
| Siebenahorn                      | Hauptkamm, Nordwesten           | Girkhausen          | 740,7 m     | 0,52 km    | 35,5 m      | südöstlich des Zwistbergs |
| Lützelkopf                       | Südwesten                       | Wunderthausen       | 737,1 m     | 1,12 km    | 38,0 m      | nordwestlich des Herrenbergs |
| Baukopf                          | Westnordwesten, Randberg        | Girkhausen          | 729,4 m     | 0,61 km    | 20,2 m      | Südwestausläufer des Zwistbergs |
| Haiskopf                         | Süden, Randberg                 | Wunderthausen       | 728,1 m     | 0,96 km    | 34,8 m      | Südwestausläufer des Hasselrückens nordöstlich Wundertshausens; leitet die (ansonsten nirgends über 700 m erreichende) Wilde Struth (Naturraum 333.50) ein                    |
| Homburg                          | Südwesten, Randberg             | Wemlighausen        | 721,8 m     | 2,12 km    | 66,1 m      | südwestlicher Eckpfeiler, der zur Wittgensteiner Kammer überleitet |
| Osterkopf                        | Hauptkamm, Nordwesten           | Girkhausen          | 715,4 m     | 0,40 km    | 22,0 m      | Quelle der Oster am Südosthang |
| Steinrutsche („Der Platzrücken“) | Südwesten, Randberg             | Wunderthausen       | 705,5 m     | 0,97 km    | 26,2 m      | Südwestausläufer des Herrenbergs |
| Heidkopf                         | Südosten, Randberg              | Hallenberg          | 704,1 m     | 1,96 km    | 63,7 m      | südöstlicher Eckpfeiler, der in die Medebacher Bucht überleitet; durch das Tal der Weife von der Wilden Struth im Süden getrennt; Aussichtsturm                               |
| Hundsrücken                      | Südsüdosten, Randberg           | Hallenberg          | 698,4 m     | 0,62 km    | 51,6 m      | Verbindungsgipfel zum Heidkopf und südlicher Randgipfel zwischen Heidkopf und Hasselrücken                                                                                    |
| Hackelberg                       | Nordosten, Randberg             | Züschen             | 690,5 m     | 1,07 km    | 53,7 m      | unmittelbar südlich von Züschen, leitet zum Züschener Nuhnekessel, Hohe Seite, über                                                                                           |
| Ahrenkopf                        | nordwestlich des Zentrums       | Züschen             | 680,8 m     | 0,46 km    | 23,7 m      | wird westlich von der Ahre umflossen, deren Quelle allerdings deutlich höher liegt (auf 740 m am Westhang der Ziegenhelle)                                                    |
| Bachekopf                        | Norden, Randberg                | Züschen             | 676,6 m     | 0,87 km    | 43,7 m      | Riedel zwischen Flachengrund, Berkmecke und Ahre-Oberlauf, westlicher Nachbar des Hackelbergs                                                                                 |
| Scheidskopf                      | Westen, Randberg                | Girkhausen          | 671,5 m     | 0,19 km    | 4,2 m       | äußerster Südausläufer des Zwistbergs (und des Baukopfs) nordöstlich Girkhausens                                                                                              |
| Langenberg (Nordostgipfel)       | Osten, Randberg                 | Hallenberg          | 641,2 m     | 0,96 km    | 34,2 m      | Endgipfel eines Riedels zwischen Langenbach und Bäche, südlich des Hackelbergs; Südwestgipfel ist sogar 684,1 m hoch, allerdings bei nur 0,33 km Dominanz und 8,8 m Prominenz |

## Schutzgebiete
Große Teile des Ziegenhellen-Massivs stehen unter Naturschutz, wobei sich die Naturschutzgebiete nach den Gemarkungen Hallenberg, Züschen und Bad Berleburg aufteilen.
Auf der Ostflanke der Ziegenhelle erstreckt sich das vielteilige Naturschutzgebiet Hallenberger Wald (NSG-Nr. 329410), das 2001 gegründet wurde und 8,76 km² groß ist. Ausgespart sind in der Hauptsache die beiden Hauptgipfel Ziegenhelle und Wallershöhe sowie Hundsrücken und Heidkopf im äußersten Südosten, wobei auch die Verbindungswege zwischen diesen nicht im NSG liegen. An der Nordflanke erstreckt sich das Naturschutzgebiet Züschener Wald (NSG-Nr. 389958), das 2008 gegründet wurde und 3,44 km² groß ist. Ausgenommen ist der Hauptkamm zwischen Ziegenhelle und Osterkopf sowie die nach Züschen weisenden Riedel Hackelberg, Homberg und Bachekopf. Das 9,91 km² große, 2004 ausgewiesene Naturschutzgebiet Bergland Wittgenstein (NSG-Nr. 329702) nimmt schließlich den Westen mit Zwistberg, Lützelkopf, Moselkopf und Homburg ein und spart, neben dem Kammbereich, die Wundertshäuser Berge Herrenberg und Haiskopf im äußersten Süden aus.
Das 2004 gegründete und 23,21 km² große Landschaftsschutzgebiet Hallenberger Waldlandschaft (LSG-Nr. 345001) beinhaltet, neben Wäldern links der Nuhne (Naturräume Hohe Seite und Hallenberger Hügelland), alle Wälder auf Hallenberger Seite, die nicht unter Naturschutz stehen. In analoger Weise gehören die nicht unter Naturschutz stehenden Teile der Züschener Seite zum LSG Winterberg und die auf Wittgensteiner Seite zum LSG Bad Berleburg.